# Eduard Paulus

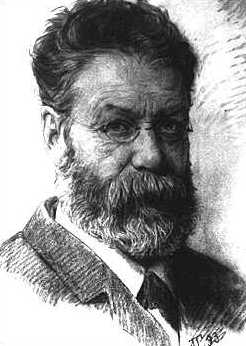
Eduard Paulus

Eduard Paulus, född 1837 i Stuttgart, död där 1907 som "oberstudienrat", var en tysk reseskildrare och konstskriftställare.
Paulus skrev humoristiska reseskildringar med mera, bland annat Bilder aus Italien
(1866; tredje upplagan 1878), en del av texten till praktverken Italien (svensk översättning 1875-77) och Aus dem Schwabenland (1877) samt dikter (Gesammelte dichtungen, 1892).